# Łęgowo (Olecko)
Łęgowo (deutsch Lengowen, 1938 bis 1945 Lengau) ist ein Dorf in der polnischen Woiwodschaft Ermland-Masuren, das zur Stadt-und-Land-Gemeinde Olecko (Marggrabowa, umgangssprachlich auch Oletzko, 1928 bis 1945 Treuburg) im Powiat Olecki (Kreis Oletzko, 1933 bis 1945 Kreis Treuburg) gehört.

## Geographische Lage
Łęgowo liegt am Nordufer des Lengowener See (1938 bis 1945: Lengauer See, polnisch Jezioro Łęgowskie) im Osten der Woiwodschaft Ermland-Masuren, sieben Kilometer nordwestlich der Kreisstadt Olecko.

## Geschichte
Im Jahre 1561 wurde das um 1785 Langowen und bis 1938 Lengowen genannte Dorf gegründet.
Von 1874 bis 1945 war es in den Amtsbezirk Seedranken (polnisch Sedranki) eingegliedert, der zum Kreis Oletzko – 1933 in „Kreis Treuburg“ umbenannt – zum Regierungsbezirk Gumbinnen der preußischen Provinz Ostpreußen gehörte. Im gleichen Zeitraum war das Dorf dem Standesamt Marggrabowa-Land zugeordnet.
Im Jahr 1910 waren in Lengowen 391 Einwohner gemeldet. Ihre Zahl verringerte sich bis 1933 auf 284 und belief sich 1939 auf 239.
Aufgrund der Bestimmungen des Versailler Vertrags stimmte die Bevölkerung im Abstimmungsgebiet Allenstein, zu dem Lengowen gehörte, am 11. Juli 1920 über die weitere staatliche Zugehörigkeit zu Ostpreußen (und damit zu Deutschland) oder den Anschluss an Polen ab. In Lengowen stimmten 237 Einwohner für den Verbleib bei Ostpreußen, auf Polen entfiel keine Stimme.
Am 3. Juni 1938 wurde Lengowen aus politisch-ideologischen Gründen der Abwehr fremdländisch klingender Ortsnamen in „Lengau“ umbenannt.
In Kriegsfolge kam der Ort 1945 mit dem gesamten südlichen Ostpreußen zu Polen und erhielt die polnische Namensform „Łęgowo“. Heute ist er Sitz eines Schulzenamtes (polnisch sołectwo) und somit eine Ortschaft im Verbund der Stadt-und-Land-Gemeinde Olecko (Marggrabowa, 1928 bis 1945 Treuburg) im Powiat Olecki (Kreis Oletzko, 1933 bis 1945 Kreis Treuburg), bis 1998 der Woiwodschaft Suwałki, seither der Woiwodschaft Ermland-Masuren zugehörig.

## Religionen
Bis 1945 war Lengowen in die evangelische Kirche Marggrabowa in der Kirchenprovinz Ostpreußen der Kirche der Altpreußischen Union sowie in die katholische Pfarrkirche der Kreisstadt, damals noch im Bistum Ermland gelegen, eingepfarrt.
Heute sind die katholischen Einwohner Łęgowos weiterhin zur Kreisstadt hin orientiert, die jetzt dem Bistum Ełk (deutsch Lyck) der Römisch-katholischen Kirche in Polen zugeordnet ist. Die evangelischen Kirchenglieder halten sich zu den Kirchen in Ełk und auch Gołdap, die beide zur Diözese Masuren der Evangelisch-Augsburgischen Kirche in Polen gehören.

## Verkehr
Łęgowo liegt westlich der polnischen Landesstraße DK 65 (frühere deutsche Reichsstraße 132) und ist über einen Landweg von Golubki (Gollubien, Ksp. Marggrabowa, 1938 bis 1945 Kalkhof) aus zu erreichen.
Die Bahnstrecke Ełk–Tschernjachowsk verläuft an der östlichen Ortsgrenze von Łęgowo, wird aber im Bahnverkehr seit 1993 nicht mehr befahren.